# Sint-Eligiuskerk (Oudelande)
De Sint-Eligiuskerk is een protestantse kerk van de Nederlandse Hervormde Kerk in Oudelande in de provincie Zeeland.

## Geschiedenis
In 1275 is er een eerste vermelding van een kerk in Oudelande, waarschijnlijk eerst een kapel die later tot kerk verheven werd. De huidige Sint-Eligiuskerk is een gotische kruiskerk, bestaande uit een eenbeukig schip daterend uit de 15e eeuw en een dwarsarm aan de zuidkant, gebouwd omstreeks 1500. Binnen steunt het houten gewelf op een boogfries. 
Aan het begin van de 17e eeuw was de kerk bouwvallig geworden en werd een grote restauratie uitgevoerd. Het koor en de noorderdwarsarm werden gesloopt in 1769. Op 20 mei 1925 sloeg de bliksem in de toren tijdens een kerkdienst met grote materiële schade tot gevolg. In 1962 volgde een nieuwe restauratie.
De kerk werd in 1966 als rijksmonument beschermd.

## Klokkentoren
De bakstenen klokkentoren werd gebouwd omstreeks 1400 en kreeg apart ook de status van rijksmonument. De steunberen gaan trapsgewijs omhoog tot de verdieping van de klok. Onder de achtkantige spits bevindt zich een boogfries. De klok uit 1817 met een diameter van 47 cm werd buiten gebruik gesteld.

## Orgel
Het pijporgel werd in 1905 geleverd door J.M.W Stooker uit Hilversum. Het orgel dateert uit de 19e eeuw maar de orgelbouwer en plaats van herkomst zijn niet geweten. In 1961 werd groot onderhoud uitgevoerd en in 1998 werd het orgel gerestaureerd door de firma A.Nijsse & Zoon uit Oud-Sabbinge.

## Fotogalerij

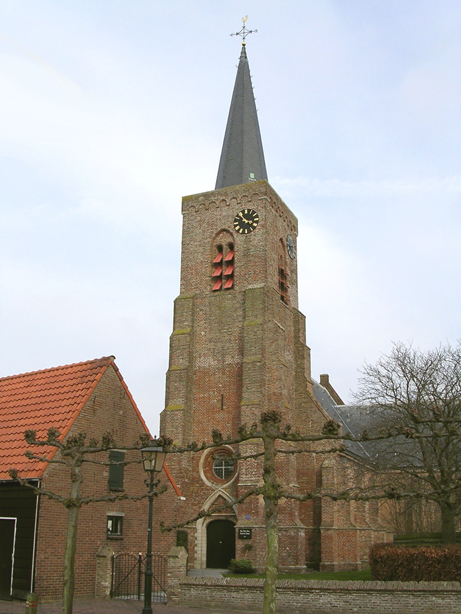
De klokkentoren uit 1400
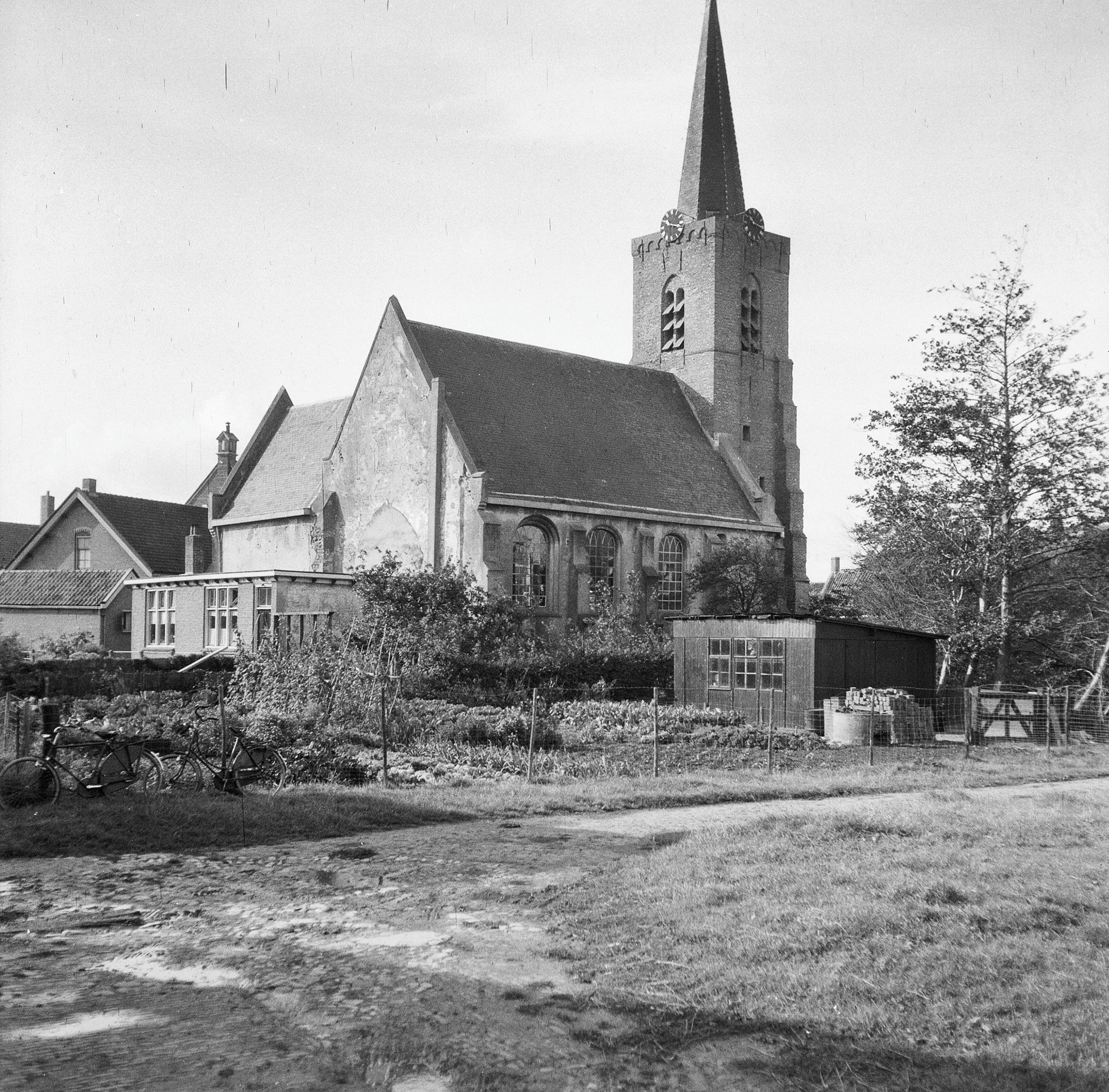
De kerk en omgeving omstreeks 1950
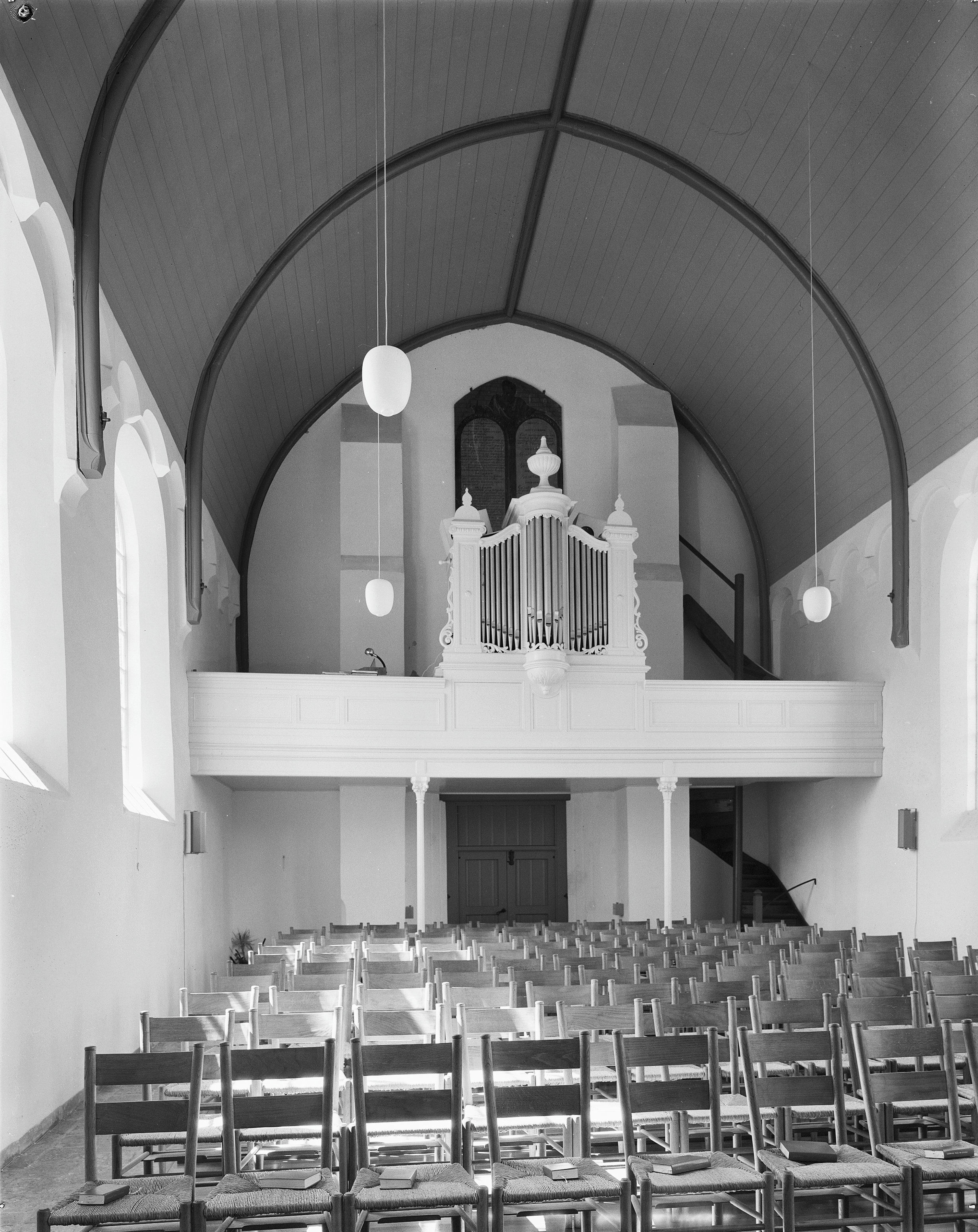
Interieur met zich op orgel (1977)
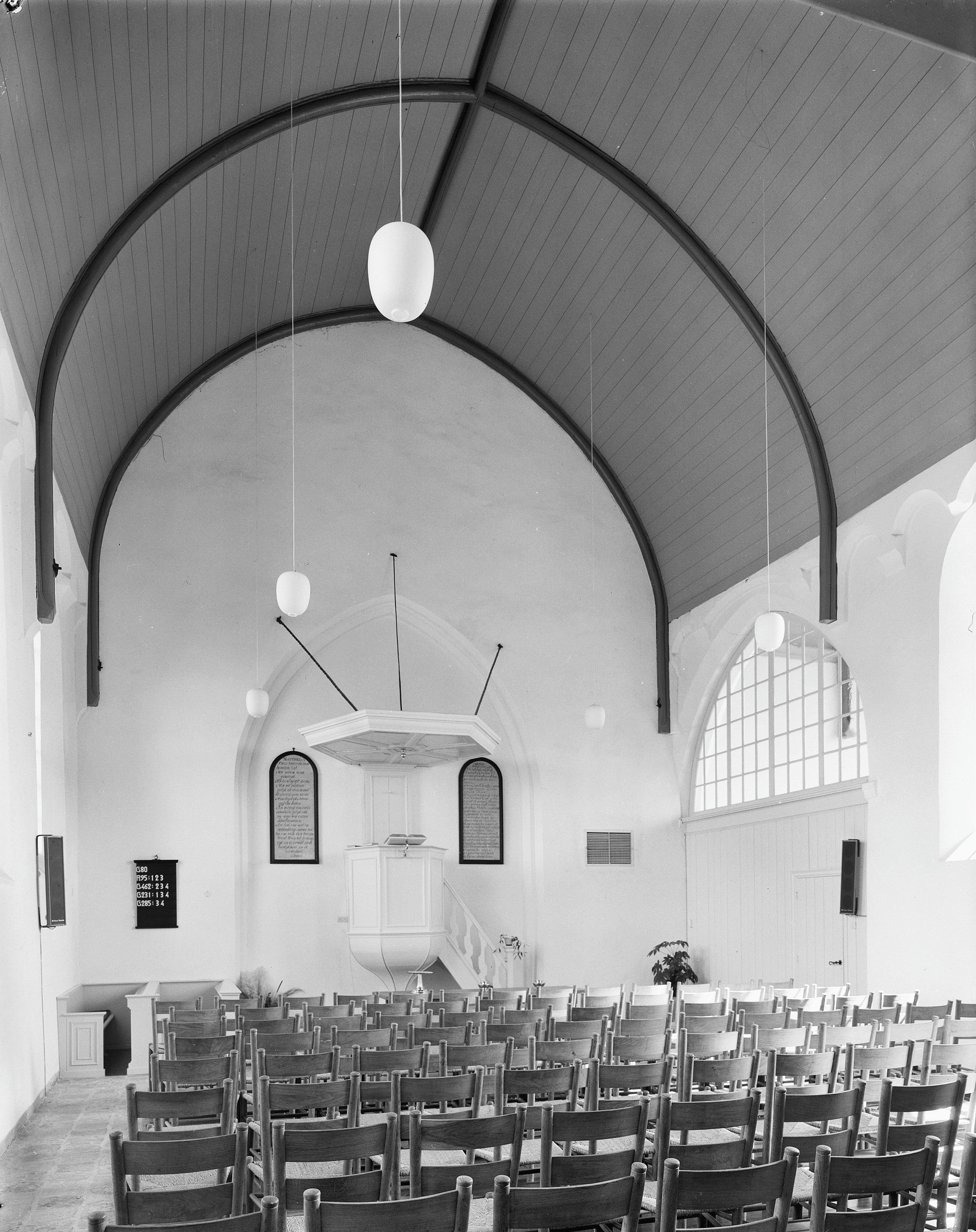
Interieur oostkant met kansel (1977)